# Schwantesia herrei
Schwantesia herrei är en isörtsväxtart som beskrevs av L. Bol. Schwantesia herrei ingår i släktet Schwantesia och familjen isörtsväxter. Inga underarter finns listade i Catalogue of Life.